# 18770 Yingqiuqilei
18770 Yingqiuqilei è un asteroide della fascia principale. Scoperto nel 1999, presenta un'orbita caratterizzata da un semiasse maggiore pari a 2,2052186 UA e da un'eccentricità di 0,1788593, inclinata di 2,16347° rispetto all'eclittica.